# Abborrtjärnen (Idre socken, Dalarna, 688757-135123)
Abborrtjärnen är en sjö i Älvdalens kommun i Dalarna och ingår i Dalälvens huvudavrinningsområde. Sjön har en area på 0,0398 kvadratkilometer och ligger 705 meter över havet.

## Delavrinningsområde
Abborrtjärnen ingår i det delavrinningsområde (688704-135060) som SMHI kallar för Ovan Hålbäcken. Medelhöjden är 730 meter över havet och ytan är 31,23 kvadratkilometer. Räknas de 3 avrinningsområdena uppströms in blir den ackumulerade arean 50,2 kvadratkilometer. Lill-Fjätan som avvattnar avrinningsområdet har biflödesordning 3, vilket innebär att vattnet flödar genom totalt 3 vattendrag innan det når havet efter 484 kilometer. Avrinningsområdet består mestadels av skog (82 procent) och sankmarker (14 procent). Avrinningsområdet har 0,04 kvadratkilometer vattenytor vilket ger det en sjöprocent på 0,1 procent.